# Marele Premiu de la São Paulo din 2022
Marele Premiu de la São Paulo din 2022 (cunoscut oficial ca Formula 1 Heineken Grande Prêmio de São Paulo 2022) a fost o cursă auto de Formula 1 ce s-a desfășurat între 11-13 noiembrie 2022 pe Autódromo José Carlos Pace din São Paulo, Brazilia. Aceasta a fost cea de-a douăzeci și una rundă a Campionatului Mondial de Formula 1 din 2022.
Pilotul Haas, Kevin Magnussen a obținut în premieră primul său pole position din Formula 1. Nu a reuși să-și apere prima poziție în sprint, iar în cursa propriu-zisă s-a retras. Pilotul Mercedes, George Russell, a câștigat prima sa cursă de Marele Premiu, cu colegul său de echipă Lewis Hamilton terminând pe locul al doilea, și cu pilotul Ferrari, Carlos Sainz Jr., completând podiumul pe locul al treilea. Această cursă a marcat pentru prima dată de la Marele Premiu al Canadei din 2010 când doi piloți britanici au terminat pe primele două poziții într-un Mare Premiu.

## Calificări
Calificările au avut loc vineri, 11 noiembrie, cu începere de la ora locală 16:00.
| Poz.                  | Nr. | Pilot            | Constructor                  | Timpi calificări | Timpi calificări | Timpi calificări | Grila sprint |
| Poz.                  | Nr. | Pilot            | Constructor                  | Q1               | Q2               | Q3               | Grila sprint |
| --------------------- | --- | ---------------- | ---------------------------- | ---------------- | ---------------- | ---------------- | ------------ |
| 1                     | 20  | Kevin Magnussen  | Haas-Ferrari                 | 1:13,954         | 1:11,410         | 1:11,674         | 1            |
| 2                     | 1   | Max Verstappen   | Red Bull Racing-RBPT         | 1:13,625         | 1:10,881         | 1:11,775         | 2            |
| 3                     | 63  | George Russell   | Mercedes                     | 1:14,427         | 1:11,318         | 1:12,059         | 3            |
| 4                     | 4   | Lando Norris     | McLaren-Mercedes             | 1:13,106         | 1:11,377         | 1:12,263         | 4            |
| 5                     | 55  | Carlos Sainz Jr. | Ferrari                      | 1:14,680         | 1:10,890         | 1:12,357         | 5            |
| 6                     | 31  | Esteban Ocon     | Alpine-Renault               | 1:14,663         | 1:11,587         | 1:12,425         | 6            |
| 7                     | 14  | Fernando Alonso  | Alpine-Renault               | 1:13,542         | 1:11,394         | 1:12,504         | 7            |
| 8                     | 44  | Lewis Hamilton   | Mercedes                     | 1:13,403         | 1:11,539         | 1:12,611         | 8            |
| 9                     | 11  | Sergio Pérez     | Red Bull Racing-RBPT         | 1:13,613         | 1:11,456         | 1:15,601         | 9            |
| 10                    | 16  | Charles Leclerc  | Ferrari                      | 1:14,486         | 1:10,950         | Fără timp        | 10           |
| 11                    | 23  | Alexander Albon  | Williams-Mercedes            | 1:14,324         | 1:11,631         | N/A              | 11           |
| 12                    | 10  | Pierre Gasly     | AlphaTauri-RBPT              | 1:14,371         | 1:11,675         | N/A              | 12           |
| 13                    | 5   | Sebastian Vettel | Aston Martin Aramco-Mercedes | 1:13,597         | 1:11,678         | N/A              | 13           |
| 14                    | 3   | Daniel Ricciardo | McLaren-Mercedes             | 1:14,931         | 1:12,140         | N/A              | 14           |
| 15                    | 18  | Lance Stroll     | Aston Martin Aramco-Mercedes | 1:14,398         | 1:12,210         | N/A              | 15           |
| 16                    | 6   | Nicholas Latifi  | Williams-Mercedes            | 1:15,095         | N/A              | N/A              | 16           |
| 17                    | 24  | Zhou Guanyu      | Alfa Romeo-Ferrari           | 1:15,197         | N/A              | N/A              | 17           |
| 18                    | 77  | Valtteri Bottas  | Alfa Romeo-Ferrari           | 1:15,486         | N/A              | N/A              | 18           |
| 19                    | 22  | Yuki Tsunoda     | AlphaTauri-RBPT              | 1:16,264         | N/A              | N/A              | 19           |
| 20                    | 47  | Mick Schumacher  | Haas-Ferrari                 | 1:16,361         | N/A              | N/A              | 20           |
| Regula 107%: 1:18,223 |     |                  |                              |                  |                  |                  |              |
| Sursa:                |     |                  |                              |                  |                  |                  |              |

## Sprint
Sprintul a avut loc pe 12 noiembrie, având startul la ora locală 16:30, fiind programat pentru 24 de tururi sau 60 de minute.
| Poz.                                                              | Nr. | Pilot            | Constructor                  | Tururi | Timp/Retras | Grilă | Puncte | Grila finală |
| ----------------------------------------------------------------- | --- | ---------------- | ---------------------------- | ------ | ----------- | ----- | ------ | ------------ |
| 1                                                                 | 63  | George Russell   | Mercedes                     | 24     | 30:11,307   | 3     | 8      | 1            |
| 2                                                                 | 55  | Carlos Sainz Jr. | Ferrari                      | 24     | +3,995      | 5     | 7      | 7            |
| 3                                                                 | 44  | Lewis Hamilton   | Mercedes                     | 24     | +4,492      | 8     | 6      | 2            |
| 4                                                                 | 1   | Max Verstappen   | Red Bull Racing-RBPT         | 24     | +10,494     | 2     | 5      | 3            |
| 5                                                                 | 11  | Sergio Pérez     | Red Bull Racing-RBPT         | 24     | +11,855     | 9     | 4      | 4            |
| 6                                                                 | 16  | Charles Leclerc  | Ferrari                      | 24     | +13,133     | 10    | 3      | 5            |
| 7                                                                 | 4   | Lando Norris     | McLaren-Mercedes             | 24     | +25,624     | 4     | 2      | 6            |
| 8                                                                 | 20  | Kevin Magnussen  | Haas-Ferrari                 | 24     | +28,768     | 1     | 1      | 8            |
| 9                                                                 | 5   | Sebastian Vettel | Aston Martin Aramco-Mercedes | 24     | +30,218     | 13    |        | 9            |
| 10                                                                | 10  | Pierre Gasly     | AlphaTauri-RBPT              | 24     | +34,170     | 12    |        | 10           |
| 11                                                                | 3   | Daniel Ricciardo | McLaren-Mercedes             | 24     | +39,395     | 14    |        | 11           |
| 12                                                                | 47  | Mick Schumacher  | Haas-Ferrari                 | 24     | +41,159     | 20    |        | 12           |
| 13                                                                | 24  | Zhou Guanyu      | Alfa Romeo-Ferrari           | 24     | +41,763     | 17    |        | 13           |
| 14                                                                | 77  | Valtteri Bottas  | Alfa Romeo-Ferrari           | 24     | +42,338     | 18    |        | 14           |
| 15                                                                | 22  | Yuki Tsunoda     | AlphaTauri-RBPT              | 24     | +50,306     | 19    |        | PL           |
| 16                                                                | 18  | Lance Stroll     | Aston Martin Aramco-Mercedes | 24     | +50,700     | 15    |        | 15           |
| 17                                                                | 31  | Esteban Ocon     | Alpine-Renault               | 24     | +51,756     | 6     |        | 16           |
| 18                                                                | 14  | Fernando Alonso  | Alpine-Renault               | 24     | +53,985     | 7     |        | 17           |
| 19                                                                | 6   | Nicholas Latifi  | Williams-Mercedes            | 24     | +1:16,850   | 16    |        | 18           |
| Ab                                                                | 23  | Alexander Albon  | Williams-Mercedes            | 12     | Podea       | 11    |        | 19           |
| Cel mai rapid tur: George Russell (Mercedes) – 1:14,233 (turul 4) |     |                  |                              |        |             |       |        |              |
| Sursa:                                                            |     |                  |                              |        |             |       |        |              |

Notes
- ^1 – Carlos Sainz Jr. a primit o penalizare de cinci locuri pe grilă pentru depășirea cotei sale de elemente ale unității de putere.[7]
- ^2 – Yuki Tsunoda trebuia să înceapă pe locul 15, dar a fost nevoit să înceapă cursa de pe linia boxelor din cauza modificărilor aduse podelei, aripii față și aripii spate.[8]
- ^3 – Lance Stroll a terminat pe locul 12, dar a primit o penalizare de zece secunde pentru o manevră periculoasă asupra lui Sebastian Vettel.[5]
- ^4 – Fernando Alonso a terminat pe locul 15 pe pistă, dar a primit o penalizare de cinci secunde după sprint pentru că a provocat o coliziune cu Esteban Ocon.[5]

## Cursă
Cursa a început la ora locală 15:00 pe 13 noiembrie, cu o distanță de 71 de tururi.
| Poz.                                                               | Nr. | Pilot            | Constructor                  | Tururi | Timp/Retras     | Grilă | Puncte |
| ------------------------------------------------------------------ | --- | ---------------- | ---------------------------- | ------ | --------------- | ----- | ------ |
| 1                                                                  | 63  | George Russell   | Mercedes                     | 71     | 1:38:34,044     | 1     | 26     |
| 2                                                                  | 44  | Lewis Hamilton   | Mercedes                     | 71     | +1,529          | 2     | 18     |
| 3                                                                  | 55  | Carlos Sainz Jr. | Ferrari                      | 71     | +4,051          | 7     | 15     |
| 4                                                                  | 16  | Charles Leclerc  | Ferrari                      | 71     | +8,441          | 5     | 12     |
| 5                                                                  | 14  | Fernando Alonso  | Alpine-Renault               | 71     | +9,561          | 17    | 10     |
| 6                                                                  | 1   | Max Verstappen   | Red Bull Racing-RBPT         | 71     | +10,056         | 3     | 8      |
| 7                                                                  | 11  | Sergio Pérez     | Red Bull Racing-RBPT         | 71     | +14,080         | 4     | 6      |
| 8                                                                  | 31  | Esteban Ocon     | Alpine-Renault               | 71     | +18,690         | 16    | 4      |
| 9                                                                  | 77  | Valtteri Bottas  | Alfa Romeo-Ferrari           | 71     | +22,552         | 14    | 2      |
| 10                                                                 | 18  | Lance Stroll     | Aston Martin Aramco-Mercedes | 71     | +23,552         | 15    | 1      |
| 11                                                                 | 5   | Sebastian Vettel | Aston Martin Aramco-Mercedes | 71     | +26,183         | 9     |        |
| 12                                                                 | 24  | Zhou Guanyu      | Alfa Romeo-Ferrari           | 71     | +29,325         | 13    |        |
| 13                                                                 | 47  | Mick Schumacher  | Haas-Ferrari                 | 71     | +29,899         | 12    |        |
| 14                                                                 | 10  | Pierre Gasly     | AlphaTauri-RBPT              | 71     | +31,867         | 10    |        |
| 15                                                                 | 23  | Alexander Albon  | Williams-Mercedes            | 71     | +36,016         | 19    |        |
| 16                                                                 | 6   | Nicholas Latifi  | Williams-Mercedes            | 71     | +37,038         | 18    |        |
| 17                                                                 | 22  | Yuki Tsunoda     | AlphaTauri-RBPT              | 70     | +1 tur          | PL    |        |
| Ab                                                                 | 4   | Lando Norris     | McLaren-Mercedes             | 50     | Cutia de viteze | 6     |        |
| Ab                                                                 | 20  | Kevin Magnussen  | Haas-Ferrari                 | 0      | Coliziune       | 8     |        |
| Ab                                                                 | 3   | Daniel Ricciardo | McLaren-Mercedes             | 0      | Coliziune       | 11    |        |
| Cel mai rapid tur: George Russell (Mercedes) – 1:13,785 (turul 61) |     |                  |                              |        |                 |       |        |
| Sursa:                                                             |     |                  |                              |        |                 |       |        |

Note
- ^1 – Include un punct pentru cel mai rapid tur.[10]
- ^2 – Pierre Gasly a terminat pe locul 12, dar a primit o penalizare de cinci secunde pentru depășirea vitezei pe linia boxelor.[9]

## Clasamentele campionatelor după cursă
|        | Poz. | Pilot           | Pct. |
| ------ | ---- | --------------- | ---- |
|        | 1    | Max Verstappen* | 429  |
| 1      | 2    | Charles Leclerc | 290  |
| 1      | 3    | Sergio Pérez    | 290  |
|        | 4    | George Russell  | 265  |
|        | 5    | Lewis Hamilton  | 240  |
| Sursa: |      |                 |      |

|        | Poz. | Constructor           | Pct. |
| ------ | ---- | --------------------- | ---- |
|        | 1    | Red Bull Racing-RBPT* | 719  |
|        | 2    | Ferrari               | 524  |
|        | 3    | Mercedes              | 505  |
|        | 4    | Alpine-Renault        | 167  |
|        | 5    | McLaren-Mercedes      | 148  |
| Sursa: |      |                       |      |

- Notă: Doar primele cinci locuri sunt prezentate în ambele clasamente.
- Concurenții îngroșați și marcați cu un asterisc sunt campionii mondiali din 2022.